# GK Девы
GK Девы (лат. GK Virginis) — двойная затменная переменная звезда типа Алголя (EA) в созвездии Девы на расстоянии приблизительно 1608 световых лет (около 493 парсек) от Солнца. Визуальная звёздная величина звезды — от +23m до +17,01m. Орбитальный период — около 0,3443 суток (8,2639 часа).
Открыта в 1976 году*.

## Характеристики
Первый компонент — белый карлик спектрального класса DA0. Масса — около 0,564 солнечной, радиус — около 0,0176 солнечного, светимость — около 0,364 солнечной. Эффективная температура — около 73816 K.
Второй компонент — красный карлик спектрального класса M3-5V, или Me. Масса — около 0,116 солнечной, радиус — около 0,155 солнечного.

## Планетная система
В 2020 году учёными, на основе анализа вариации времени затмений, у звезды предположена планета GK Vir b.